# Anarthriaceae
Anarthriaceae је фамилија монокотиледоних скривеносеменица из реда Poales. Статус фамилије постоји у релативно малом броју класификационих схема монокотиледоних биљака. Филогенетски односи фамилије у оквиру реда су делимично разјашњени — сродна је фамилијама Centrolepidaceae и Restionaceae, а можда је и део последње. У оквиру Anarthriaceae, сроднији родови су Hopkinsia и Lyginia.
Фамилија обухвата 3 рода са 11 врста распрострањених у југозападној Аустралији.